# Apollo Automobil
Pour les articles homonymes, voir Apollo.
Apollo Automobil GmbH (anciennement Gumpert Sportwagenmanufaktur GmbH) est un constructeur automobile allemand basé à Altenbourg en Thuringe, producteur de modèles uniques ou à très faible quantité : la supercar Apollo, la concept-car Apollo Arrow, la supercar Apollo Intensa Emozione.

## Présentation

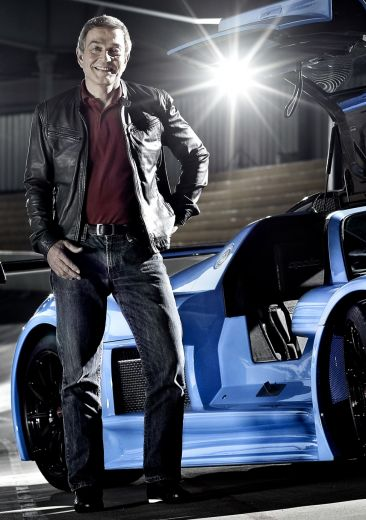
Roland Gumpert.

Gumpert a été créée en 2001 par son fondateur et propriétaire Roland Gumpert, ancien président d'Audi Sport.
Malgré plusieurs projets et concept-cars, la firme n'a produit qu'un seul modèle, la Gumpert Apollo de 2005 à 2013.
Gumpert a présenté en 2011 un concept-car, la Gumpert Tornante (de), réalisé en collaboration avec la société italienne Touring Superleggera. Équipée du même moteur, le V8 de 4,2 litres à double turbocompresseur Audi, elle devait devenir le second modèle de la marque pour offrir plus de confort, de praticité, de raffinement et de longévité que la radicale Apollo. Elle est restée au stade de concept-car.
Après une faillite annoncée en août 2012, puis un sauvetage grâce à la prise de commandes fin 2012, l'entreprise Gumpert fait faillite en août 2013.
Elle est reprise en 2014 par un investisseur chinois qui tente de la relancer au salon de Genève 2014 en présentant un concept de berline sportive nommée « Gumpert Explosion Concept » qui ne donnera finalement pas vie au modèle de série, l'entreprise faisant faillite définitivement fin 2015.
En janvier 2016, Gumpert Sportwagenmanufaktur GmbH est reprise par le hongkongais Norman Choi et un fonds chinois (Consolidated Ideal TeamVenture), déjà propriétaire de De Tomaso, qui la rebaptise « Apollo Automobil Gmbh » pour produire l'Apollo Intensa Emozione.

## Gumpert Apollo

Logo de la marque Gumpert.

La Gumpert Apollo est équipée d'un moteur V8 4,2 litres développant 650 ch.

## Apollo Arrow
L'Apollo Arrow est un concept-car présenté en 2016 au Salon de Genève.

## Apollo Intensa Emozione
L'Apollo Intensa Emozione est une supercar présentée en 2017, et dont la production prévue est de dix exemplaires.

## Galerie

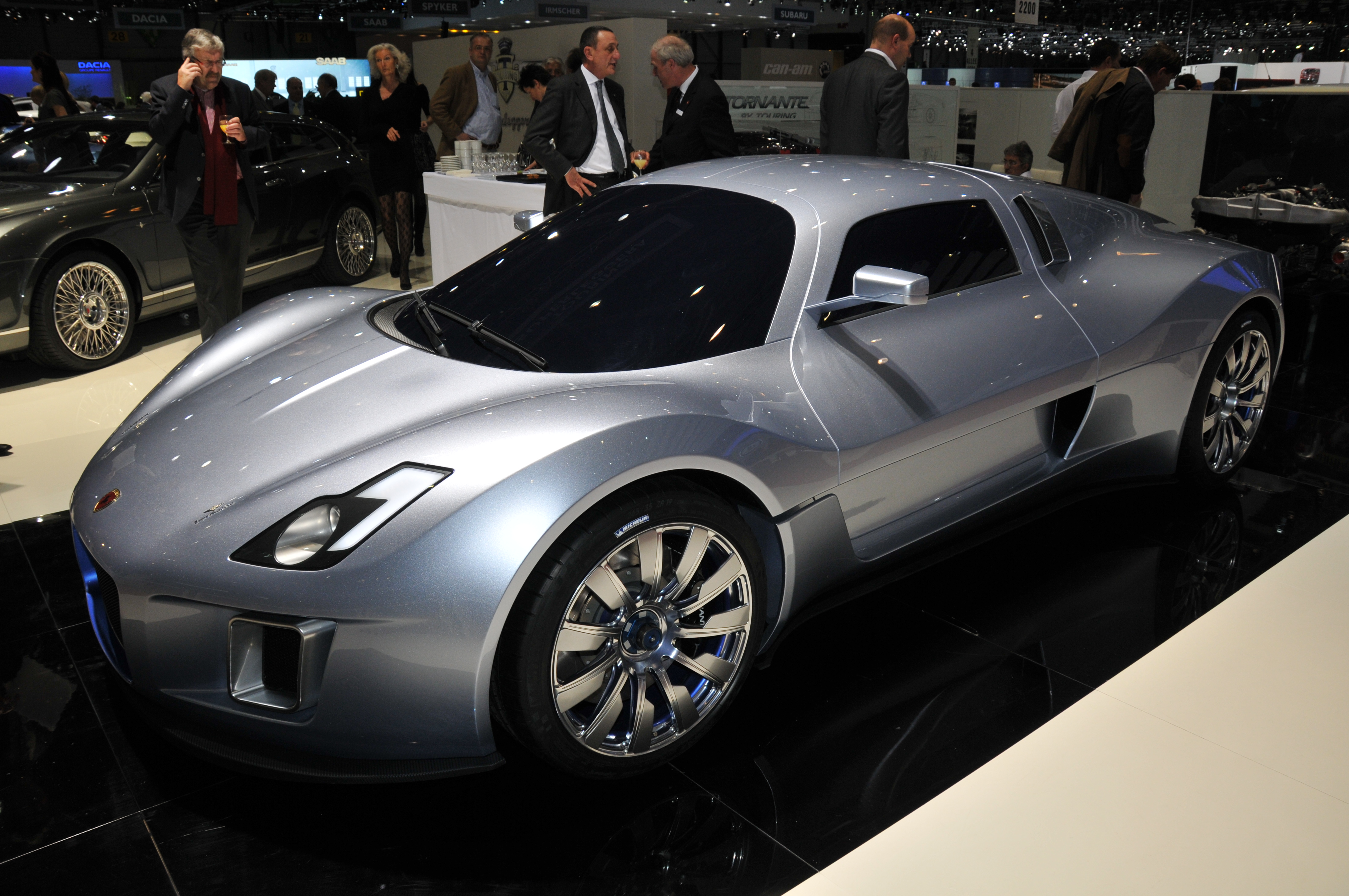
Gumpert Tornante Concept (2011).
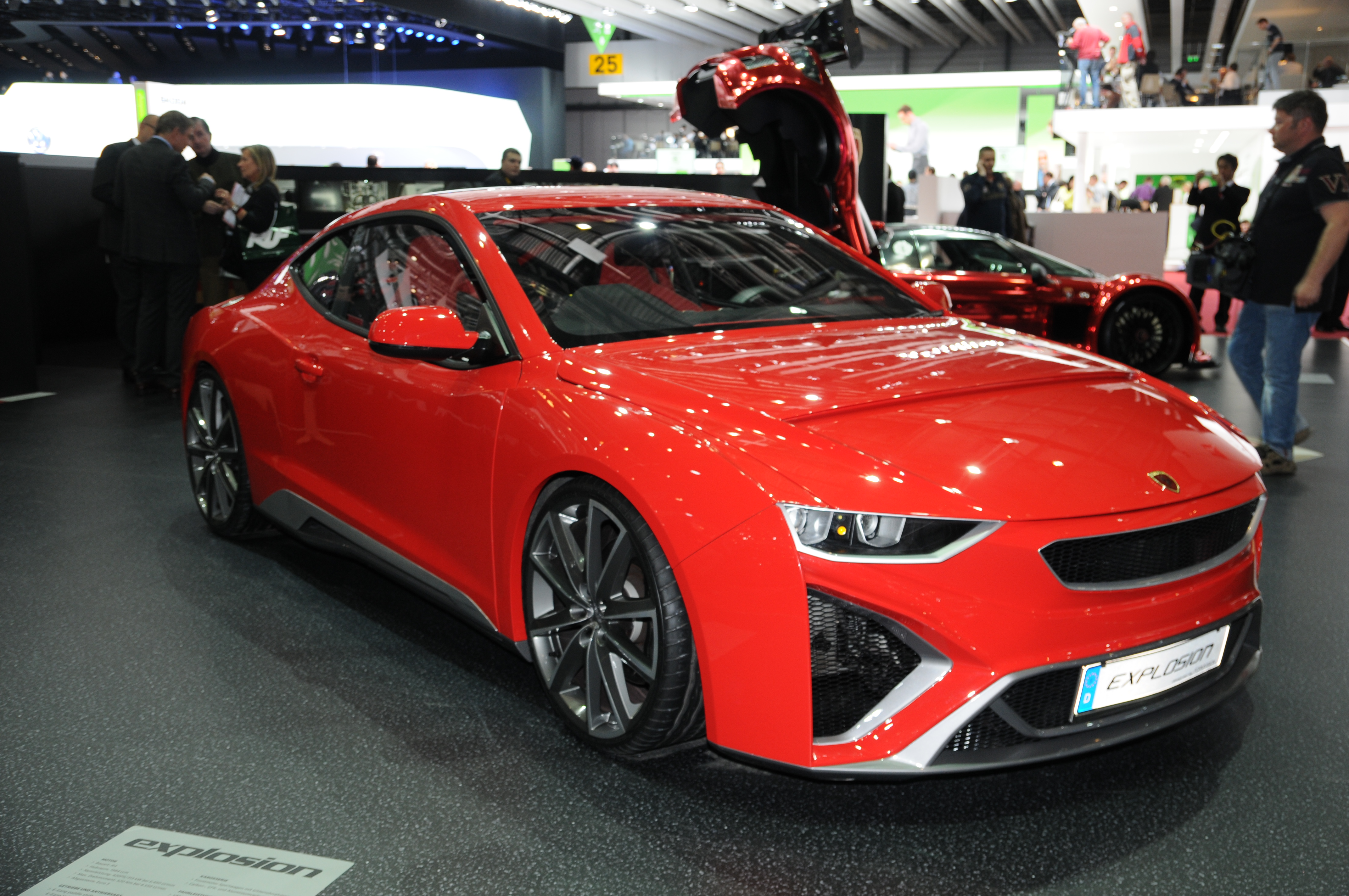
Gumpert Explosion Concept (2014).
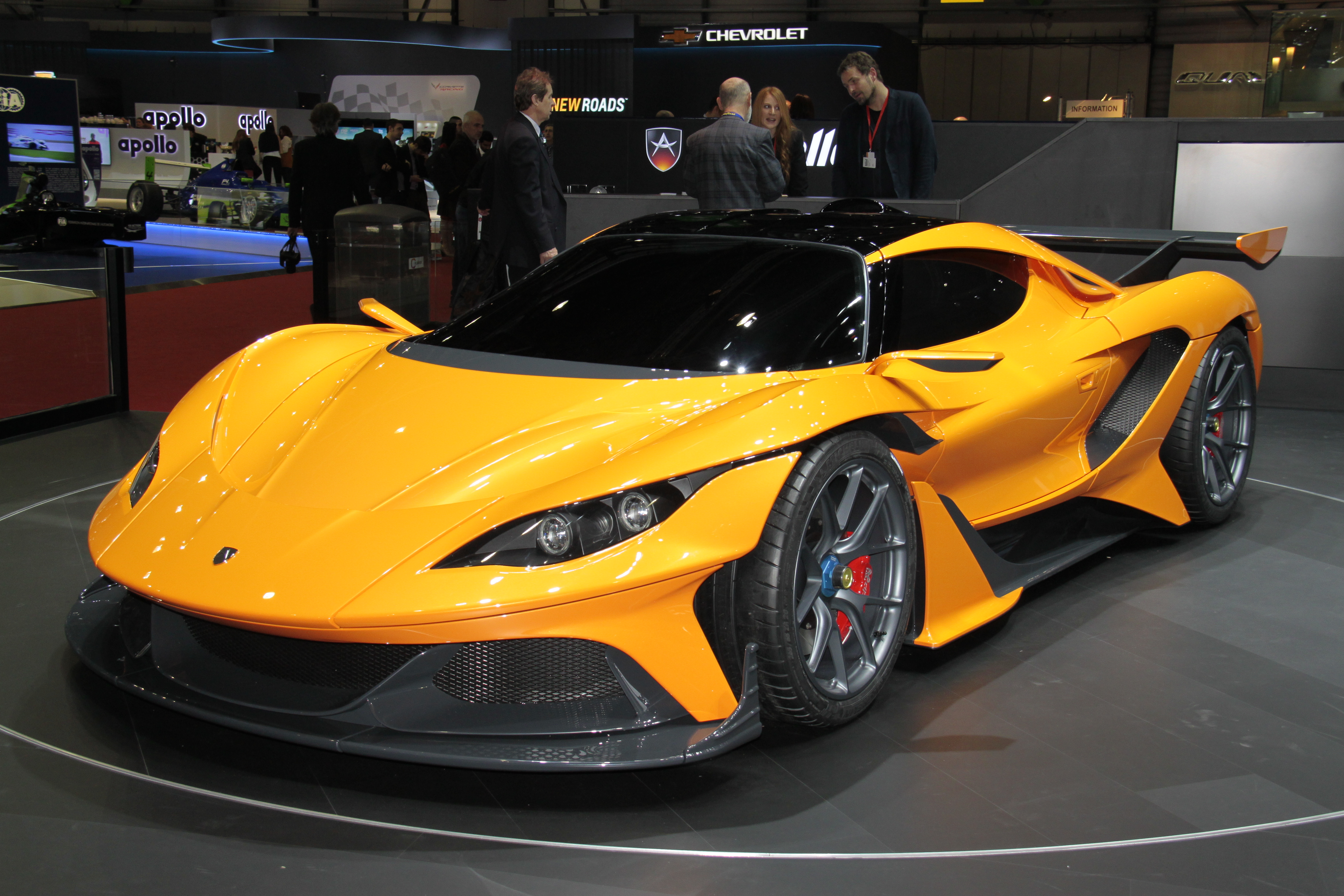
Apollo Arrow (2016)

Gumpert Apollo
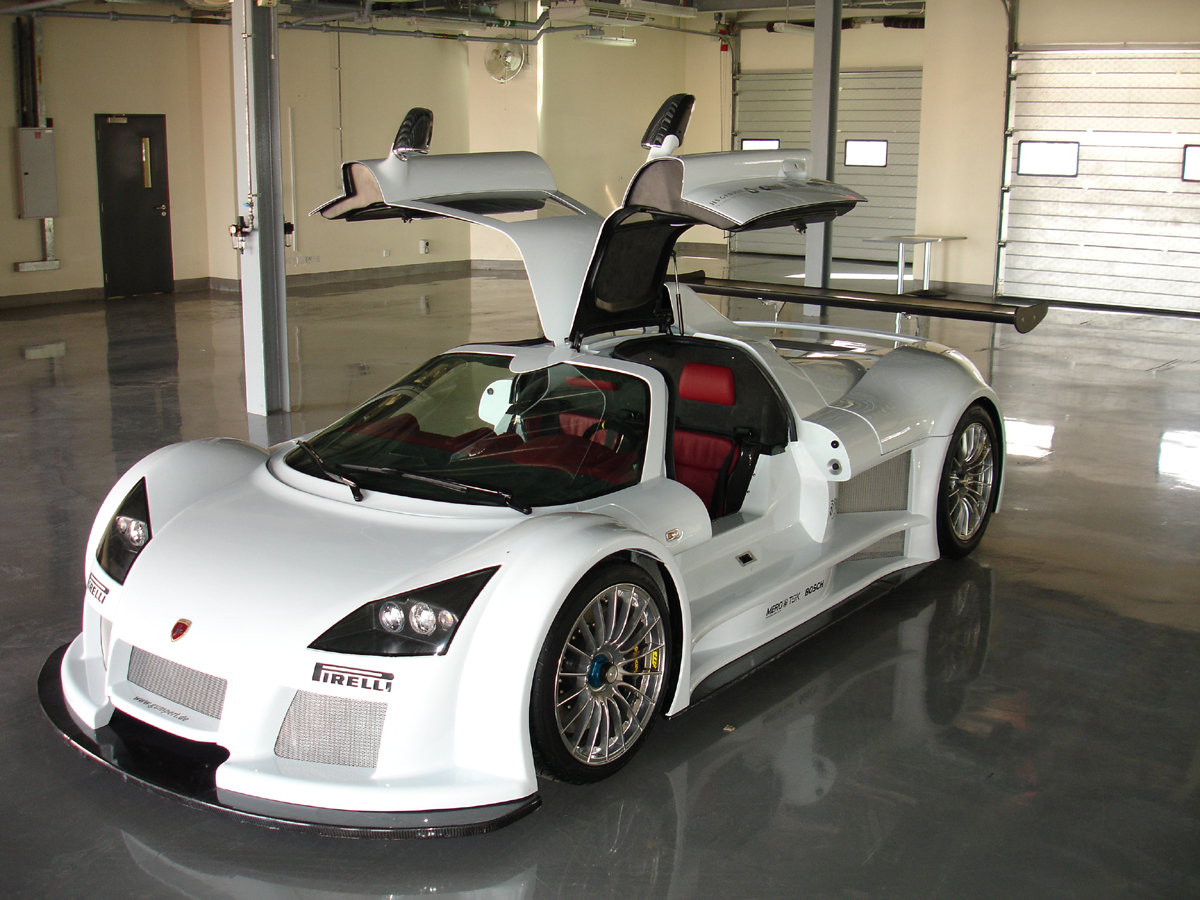
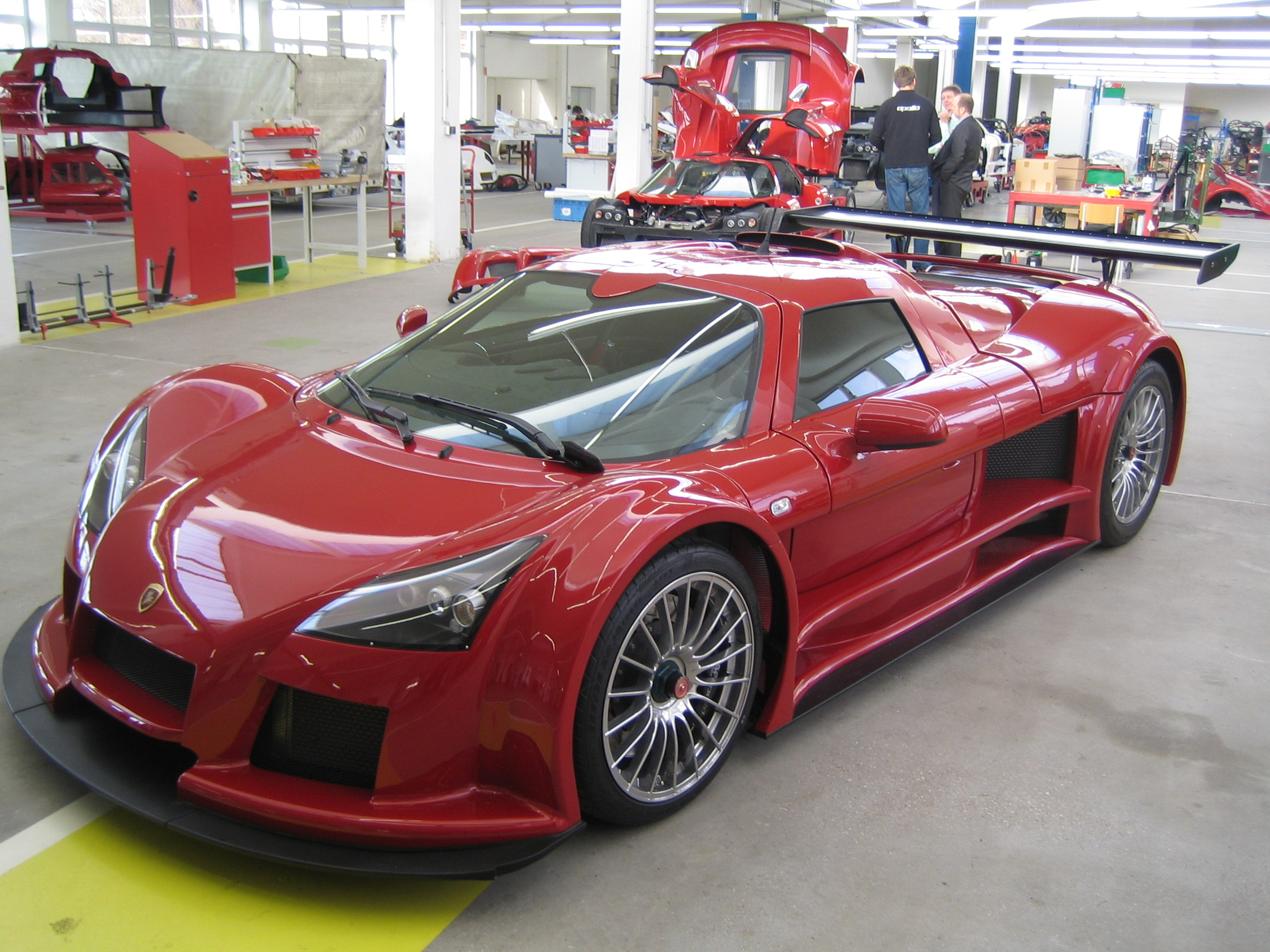
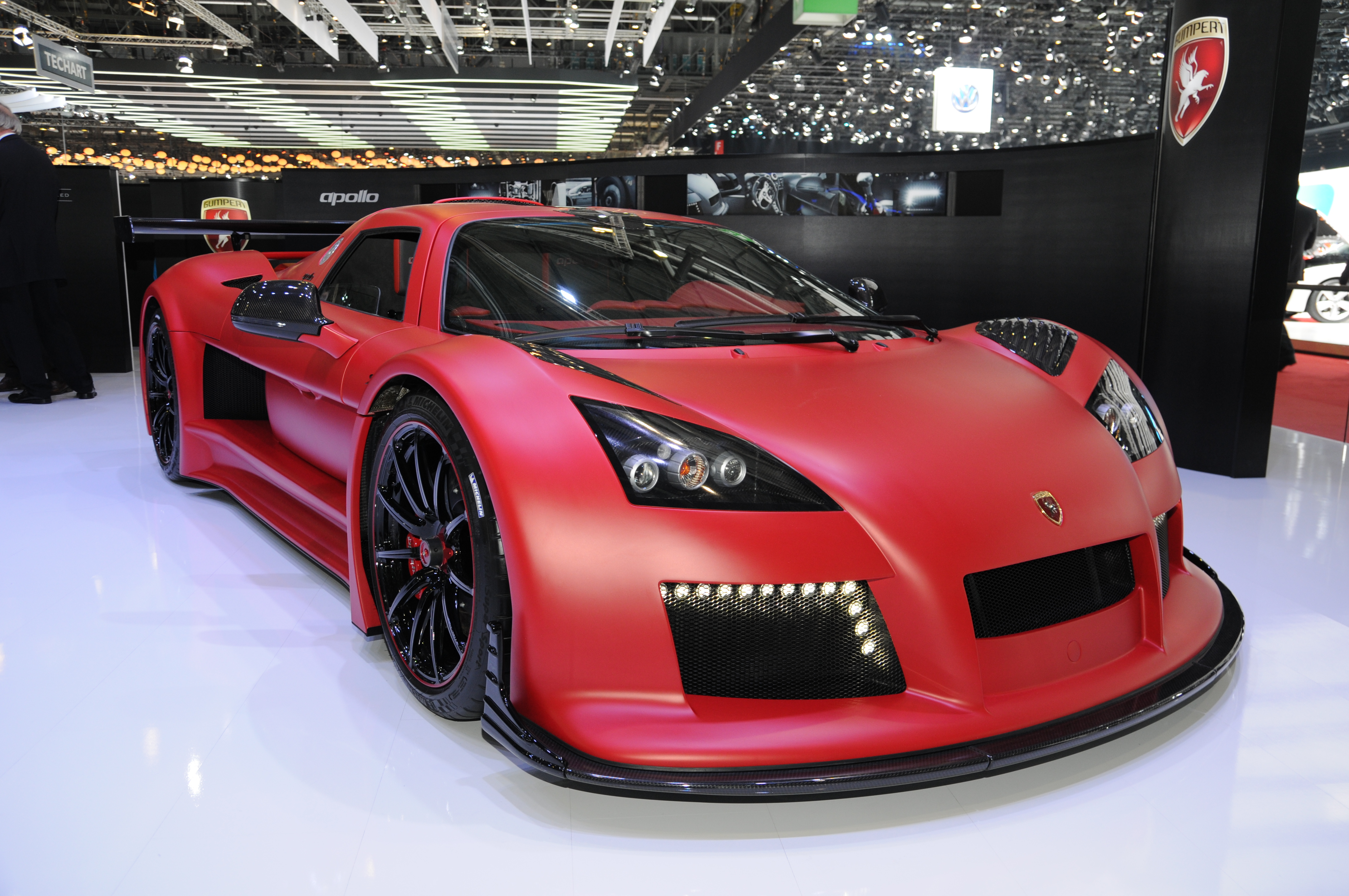
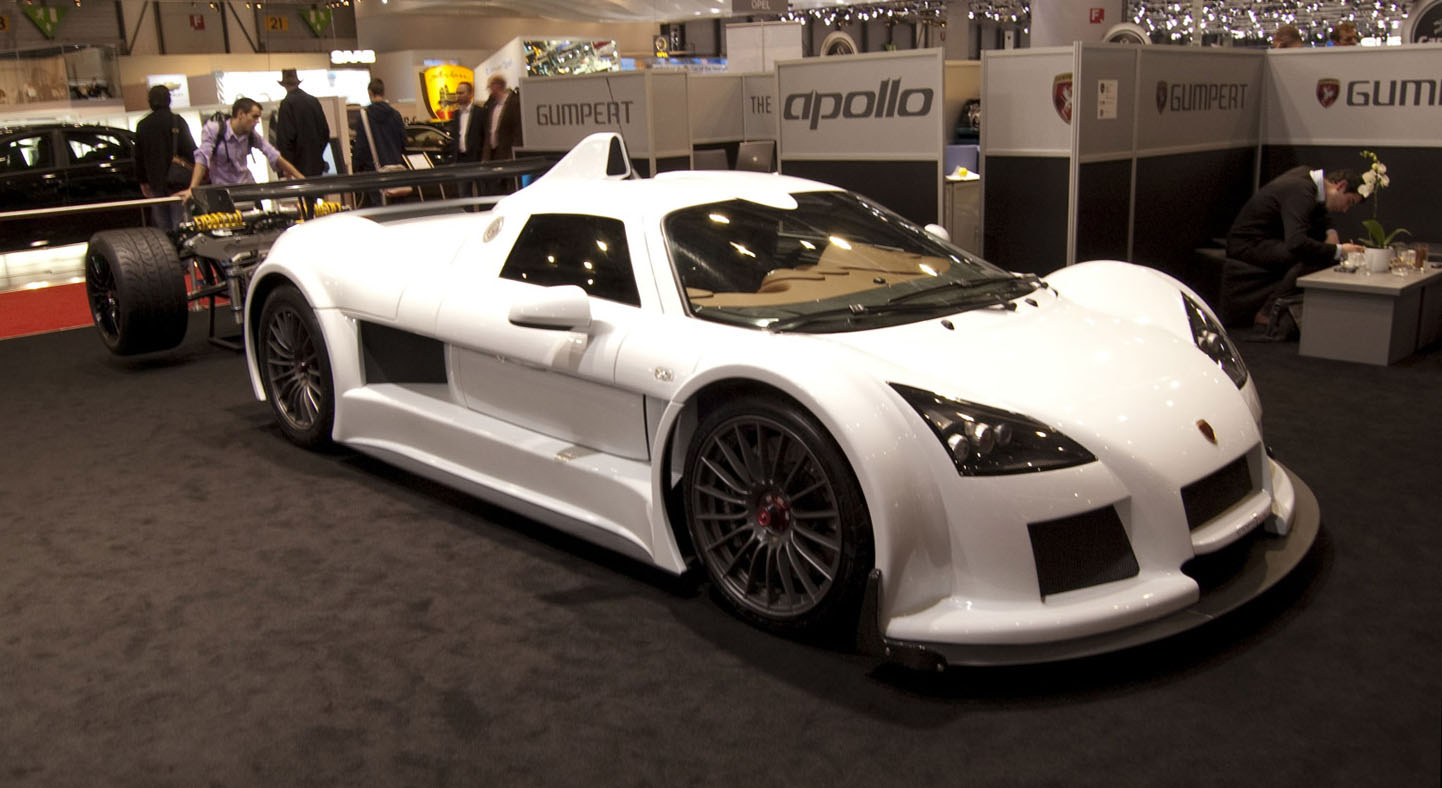